# Фоминська (муніципальне утворення «Селянське»)
Фоминська (рос. Фоминская) — присілок в Вілегодському районі Архангельської області Російської Федерації.
Населення становить 25 осіб. Входить до складу муніципального утворення Вілегодський муніципальний округ.

## Історія
До 2020 року входихо до складу муніципального утворення Селянське муніципальне утворення.

## Населення
| 2002 | 2010 | 2012 |
| ---- | ---- | ---- |
| 45   | ↘23  | ↗25  |